# Per Anders Fogelström
Per Anders Fogelström, PAF, född 22 augusti 1917 i Matteus församling i Stockholm, död 20 juni 1998 i Sofia församling i Stockholm, var en svensk författare, journalist och samhällsdebattör.

## Biografi

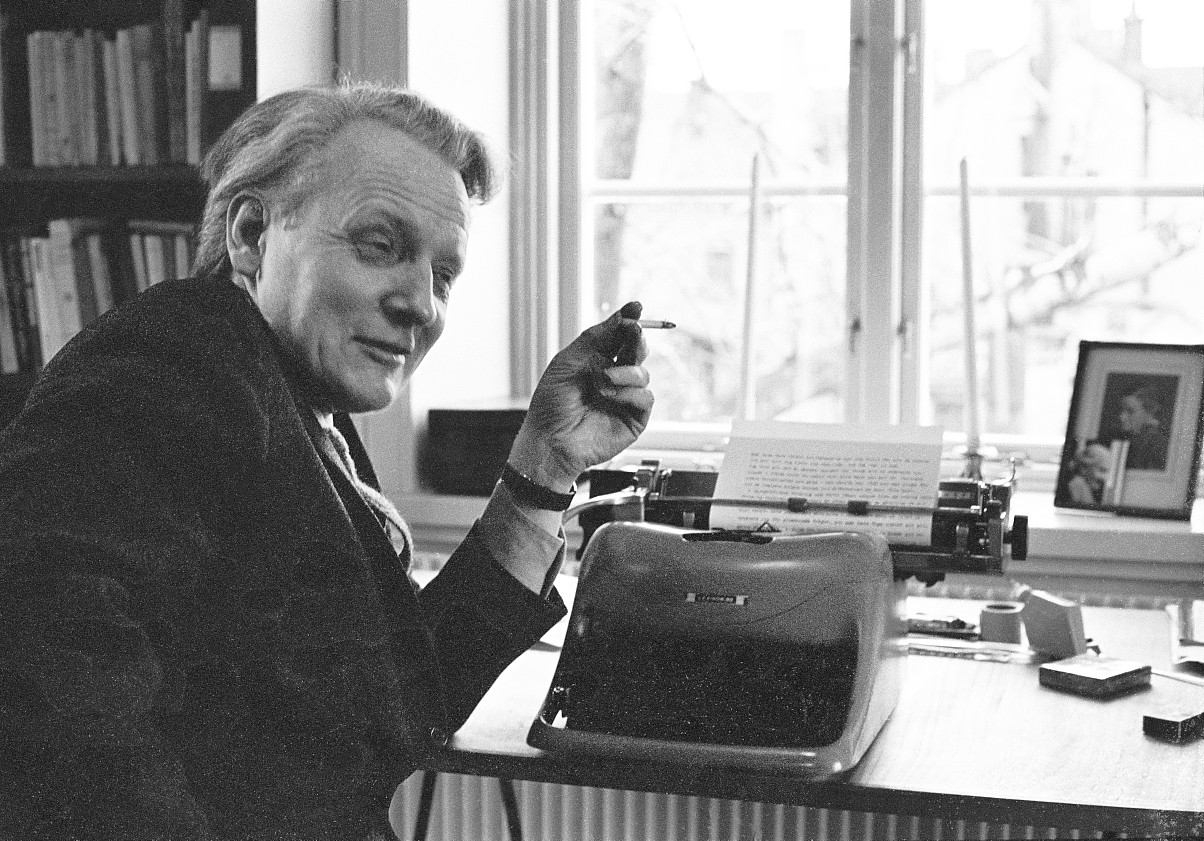
Per Anders Fogelström i sin bostad på Fjällgatan 30 på Södermalm, 1968.

Fogelström levde och dog på Södermalm. Föräldrarna Arthur Fogelström och Naëmi Fogelström, född Elwing, flydde från Ryssland under revolutionsåret 1917, där fadern arbetade för det svenska företaget Asea. Per Anders Fogelström föddes en kort tid efter hemkomsten till Sverige. Fadern övergav hemmet när Per Anders var i sexårsåldern. Arthur Fogelström utvandrade 1923 till Amerika via Bergen i Norge och kom aldrig tillbaka till Sverige. Saknaden efter fadern och moderns stoiska liv som övergiven och ensamstående kom att prägla Fogelströms liv och författarskap.
Vitabergsklubben var en ungdomsverksamhet bildad den 29 november 1945 av bland andra Fogelström, som även ledde verksamheten. Från och med 1946 och fram till 1955 fick föreningen hyra Ceders Café i parken Vita bergen. Vitabergsklubben upplöstes 1955 och Ceders Café förstördes i två bränder 1969 och 1970.
Fogelström var ledamot av stadsbyggnadsnämndens namnberedning i Stockholms stad 1961–1988, från 1983 dess ordförande, och var bland annat medförfattare till Stockholms gatunamn. Mellan åren 1976 och 1982 var han ledamot av Stockholms skönhetsråd.
Fogelström var pacifist och deltog i motståndet mot svenska kärnvapen. Under åren 1963–1977 var han ordförande i Svenska freds- och skiljedomsföreningen. Han var också engagerad i Svenska Vietnamkommittén 1965.
Mot slutet av sitt liv var han rullstolsburen efter en stroke, men ändå aktiv och mödosamt sysselsatt med en roman om Östermalm, som aldrig blev färdig. Han blev akut sjuk på midsommarafton 1998 och avled på Södersjukhuset dagen därpå. 
Han är begravd på Katarina kyrkogård i Stockholm.
Per Anders Fogelström var från 1943 gift med Sara Södrén Fogelström och fick med henne sonen Per Ambjörn, född 1950. Under 1950-talet skrev han sina romaner nattetid sittande på toaletten i familjens lilla etta på Kungsholmen, för att inte störa övriga familjens nattsömn.
Mellan 1964 och sin död 1998 bodde Fogelström i vindsvåningen på Fjällgatan 30. I april 1999 hedrades han med en efter honom uppkallad plats i Stockholm, Per Anders Fogelströms Terrass, som ligger nedanför Fjällgatan 34–36.

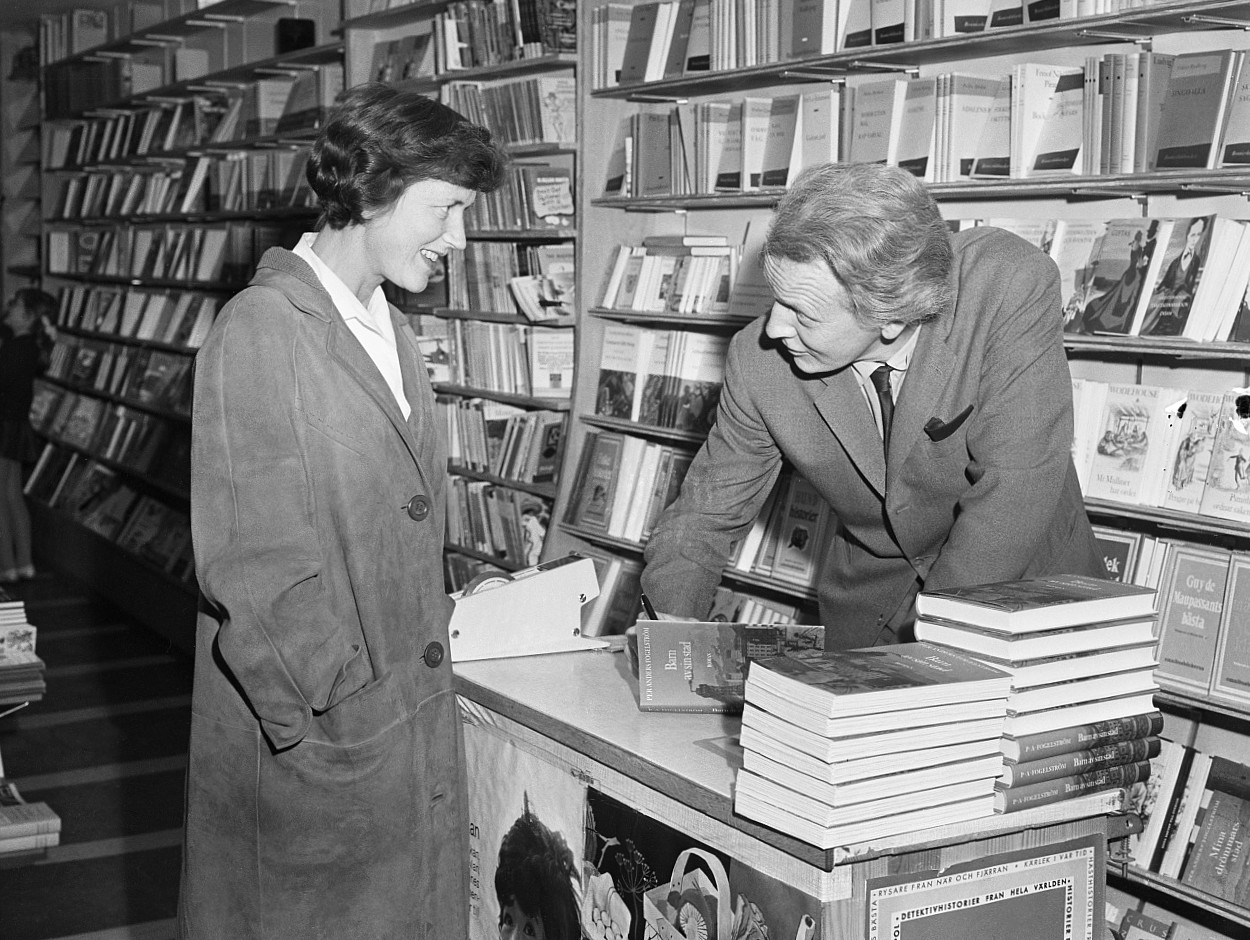
Per Anders Fogelström signerar sin bok Barn av sin stad, 1962, i samma bokhandel som han jobbade i som ung.

## Litterära verk
Per Anders Fogelström blev känd som författare 1951 med romanen Sommaren med Monika, som även filmades två år senare av Ingmar Bergman.
Av böckerna är Mina drömmars stad (1960) hans mest lästa och älskade. Den ingår i en serie om fem böcker där vi får följa Henning Nilsson och hans barn och släkt, från 1860-talet och hundra år framåt. Denna serie brukar kallas för "Stad-serien" och övriga böcker som ingår är Barn av sin stad (1962), Minns du den stad (1964), I en förvandlad stad (1966) och Stad i världen (1968). Serien finns med på Världsbibliotekets lista.
Fogelström berättar om sin farfars far i skriften Prosten – en roman som inte blev skriven (1989). Om hans farmors morfar, skådespelaren Fredrik Deland, blev det en fullödig roman, Komikern – roman om en teaterfamilj (1989).
Per Anders Fogelströms berättarvärld dominerades av vanliga människors vardag och strävanden. Fogelström var en av de främsta Stockholmsskildrarna. Hans samling av stockholmiana, cirka åttio hyllmeter litteratur, finns numera på Stockholms stadsmuseum.

### Diktsamlingar
- 1947 – Orons giriga händer

### Romaner
- 1949 – Att en dag vakna
- 1949 – Ligister (filmatiserades som Medan staden sover 1950)
- 1951 – Sommaren med Monika (filmatiserades med samma titel 1953)
- 1952 – Möten i skymningen
- 1953 – Medan staden sover
- 1954 – I kvinnoland
- 1955 – En natt ur nuet
- 1957 – En borg av trygghet
- 1958 – Expedition Dolly
- 1959 – Tack vare Iris
- 1960 – Mina drömmars stad (Stad-serien #1, skildrar åren 1860–1880; filmatiserades med samma titel 1976)
- 1962 – Barn av sin stad (Stad-serien #2, skildrar åren 1880–1900)
- 1964 – Minns du den stad (Stad-serien #3, skildrar åren 1900–1925)
- 1966 – I en förvandlad stad (Stad-serien #4, skildrar åren 1925–1945)
- 1968 – Stad i världen (Stad-serien #5, skildrar åren 1945–1968)
- 1970 – Café Utposten
- 1972 – Upptäckarna (Kamrater-serien #1)
- 1972 – Revoltörerna (Kamrater-serien #2)
- 1975 – Erövrarna (Kamrater-serien #3)
- 1977 – Besittarna (Kamrater-serien #4)
- 1979 – Svenssons
- 1981 – Vävarnas barn (Barn-serien #1, skildrar åren 1749–1779)
- 1985 – Krigens barn (Barn-serien #2, skildrar åren 1788–1814)
- 1987 – Vita bergens barn (Barn-serien #3, skildrar åren 1821–1860)
- 1989 – Komikern
- 1991 – Mödrar och söner
- 1993 – Hem, till sist
- 2017 – Den okuvliga friheten (författades 1939, men gavs ut närmare 80 år senare)

### Facklitteratur
- 1953 – En bok om Söder
- 1962 – Kring strömmen
- 1963 – Stockholm – stad i förvandling
- 1963 – Ny tid – ny stad
- 1964 – Ladugårdslandet som blev Östermalm
- 1965 – En bok om Kungsholmen
- 1967 – Okänt Stockholm
- 1969 – Ett berg vid vattnet
- 1969 – Söder om tullen
- 1970 – Stad i bild – en Stockholmskrönika 1860–1970 (en bildbok med foton och material under mer än 100 år, till "Stad-serien")
- 1971 – Kampen för fred
- 1972 – 300 år på Kungsholmen
- 1974 – Utsikt över stan
- 1978 – En bok om Stockholm
- 1978 – Tanto – en utmark
- 1983 – Stockholms gatunamn (tillsammans med Nils-Gustaf Stahre)
- 1992 – Stockholms gatunamn (andra upplagan, tillsammans med Nils-Gustaf Stahre, Jonas Ferenius och Gunnar Lundqvist)
- 1996 – Ur det försvunna
- 2005 – Stockholms gatunamn (tredje upplagan, tillsammans med Nils-Gustaf Stahre, Jonas Ferenius och Gunnar Lundqvist)

## Filmatiseringar av Fogelströms verk
- 1950 – Medan staden sover
- 1953 – Sommaren med Monika
- 1957 – Möten i skymningen
- 1969 – Porträtt av en stad
- 1976 – Mina drömmars stad

## Utmärkelser
- 1950 – Boklotteriets stipendiat
- 1951 – Svenska Dagbladets litteraturpris
- 1958 – Boklotteriets stipendiat
- 1960 – Eldh-Ekblads fredspris
- 1961 – BMF-plaketten för Mina drömmars stad
- 1963 – BMF-plaketten för Barn av sin stad
- 1964 – Bernspriset
- 1976 – Hedersdoktor vid Stockholms universitet
- 1986 – Litteraturfrämjandets stora pris
- 1989 – Gerard Bonniers pris
- 1994 – Hedenvind-plaketten
- 1995 – Professors namn
- 1996 – Litteris et Artibus
- 1998 – Ivar Lo-priset
- 1998 – En staty av Per Anders Fogelström avtäcktes i Stockholms stadshus samma dag som han dog